# Haemaphlebiella formana
Haemaphlebiella formana là một loài bướm đêm thuộc phân họ Arctiinae, họ Erebidae.